# PIKFYVE
PIKfyve là một kinase phosphoinositide có miền FYVE do gen PIKFYVVE mã hóa ở người.

## Chức năng
Chức năng chính của PIKfyve là phosphoryl hóa phosphatidylinositol 3-phosphate (PI3P) thành phosphatidylinositol 3,5-bisphosphate (PI(3,5)P2). Hoạt động của PIKfyve sản sinh PI(3,5)P2 và phosphatidylinositol 5-phosphate (PI5P). PIKfyve là một protein lớn, gồm 2052 amino acid ở chuột và 2098 amino acid ở người. PIKfyve có nhiều miền chức năng và được biểu hiện ở nhiều dạng cắt nối. Miền FYVE của PIKfyve liên kết trực tiếp với PI(3)P ở màng tế bào, giúp định vị PIKfyve tại lá tế bào chất của endosome. PIKfyve tham gia vào vận chuyển túi, điều chỉnh một số con đường vận chuyển xuất phát từ hoặc đi qua hệ thống endosome trên đường đến bộ máy Golgi hoặc các ngăn sau đó dọc theo con đường nhập bào. Việc ức chế hoạt động của PIKfyve gây ra sự phì đại lysosome và sự hình thành không bào trong tế bào chất do sự suy giảm tổng hợp PI(3,5)P2, phân chia lysosome và cân bằng nội môi.

## Ứng dụng y học
8 trên 10 gia đình mắc chứng loạn dưỡng đốm giác mạc có các đột biến trong một trong hai alen PIKFYVE. Việc đột biến cả hai alen PIKFYVE ở chuột gây tử vong ở giai đoạn phôi tiền làm tổ. PIKfyve có vai trò trong sự xâm nhập mầm bệnh dựa trên các nghiên cứu tế bào cho thấy có mối liên hệ giữa hoạt động của PIKfyve và sao chép HIV và Salmonella. PIKfyve có liên hệ với đái tháo đường loại 2 từ các nghiên cứu cho thấy việc bất hoạt PIKfyve ức chế hấp thụ glucose do insulin điều chỉnh. Những con chuột bị xóa gen Pikfyve chỉ ở cơ vân, mô chính phụ trách làm giảm đường huyết sau ăn, biểu hiện tình trạng kháng insulin toàn thân, không dung nạp glucose, tăng insulin máu và tăng mô mỡ, những triệu chứng điển hình của tiền đái tháo đường ở người.

### Ung thư
Một số chất ức chế PIKfyve phân tử nhỏ có độc tính chọn lọc đối với tế bào B u lympho không Hodgkin và tế bào u thần kinh đệm U-251. Chất ức chế PIKfyve cũng gây chết tế bào u hắc tố A-375, một loại ung thư phụ thuộc vào quá trình tự thực để tăng sinh, bằng cách làm suy giảm cân bằng lysosome.

## Tương tác
PIKfyve liên kết với ArPIKfyve, một protein do gen VAC14 mã hóa ở người, và Sac3, một 5-phosphatase PI(3,5)P2 chứa miền Sac1 do gen FIG4 mã hóa. Ba protein này tạo thành một phức hợp heterooligomeric ổn định với ArPIKfyve đóng vai trò giàn giáo. PIKfyve và Sac3 có hoạt động đối lập nhau trong quá trình tổng hợp, chuyển hóa PI(3,5)P2, cho thấy có sự kiểm soát chặt chẽ mức PI(3,5)P2. PIKfyve cũng tương tác với RABEPK, một tác nhân Rab9, và JLP, một bộ điều hợp kinesin do gen SPAG9 mã hóa. Những tương tác này liên kết PIKfyve với việc vận chuyển endosome dựa trên vi ống đến bộ máy Golgi. Khi được các thụ thể glutamate kích hoạt liên tục, PIKfyve khiến cho Cav1.2, kênh canxi phụ thuộc điện áp loại 1.2, bị lysosome phân hủy, có tác dụng bảo vệ tế bào thần kinh khỏi độc tính kích thích. Trong tế bào thần kinh nội tiết, PIKfyve ức chế xuất bào phụ thuộc Ca2+ mà không ảnh hưởng đến các kênh canxi có cổng điện áp.

## Sinh học tiến hóa
PIKFYVE thuộc về một họ lớn các lipid kinase được bảo tồn trong quá trình tiến hóa. Hầu hết các sinh vật từ nấm men đến con người đều có các gen đơn bản mã hóa các kinase phosphoinositide có cấu trúc tương tự chứa miền FYVE. Loài cây Arabidopsis thaliana có nhiều bản sao của PIKFYVE. PIKFYVE của các sinh vật nhân thực bậc cao (sau ruồi giấm thường) có thêm một miền DEP. Loài nấm men Saccharomyces cerevisiae cần Fab1p, ortholog của PIKFYVE, để tổng hợp PI(3,5)P2 trong điều kiện cơ bản và thích ứng với tình trạng sốc tăng thẩm thấu. Tuy nhiên, PI5P, do PIKfyve tổng hợp trong động vật có vú, chưa được phát hiện trong nấm men. Fab1p liên kết với Vac14p (ortholog của ArPIKfyve) và Fig4p (ortholog của Sac3). Phức hợp Fab1 của nấm men cũng có Vac7p và có thể là Atg18p, ortholog của hai protein này chưa được phát hiện trong phức hợp PIKfyve của động vật có vú. Saccharomyces cerevisiae có thể sống mà không có Fab1, nhưng việc bất hoạt các enzyme chứa miền FYVE ở Arabidopsis thaliana, ruồi giấm thường, loài giun tròn Caenorhabditis elegans và chuột nhắt nhà gây tử vong phôi, cho thấy các kinase phosphoinositide chứa miền FYVE đã trở nên thiết yếu trong quá trình phát triển phôi của các sinh vật đa bào.